# Трајан (Констанца)
Трајан (рум. Traian) насеље је у Румунији у округу Констанца у општини Сачеле. Oпштина се налази на надморској висини од 15 m.

## Становништво
Према подацима из 2021. године у насељу је живело 37 становника.